# Grevillea longicuspis
Grevillea longicuspis är en tvåhjärtbladig växtart som beskrevs av Mcgill.. Grevillea longicuspis ingår i släktet Grevillea och familjen Proteaceae. Inga underarter finns listade i Catalogue of Life.